# Frederik Ahlefeldt (storkansler)
 Der er flere personer med dette navn, se Frederik Ahlefeldt.
Frederik lensgreve Ahlefeldt (født 1623, død 7. juli 1686) var en dansk lensgreve og storkansler.

## Biografi
Han var søn af Frederik Ahlefeldt til Søgård i Sønderjylland. Ved sit giftermål 1656 med statholder Christian Rantzaus eneste datter, Margrete Dorothea, kom han ind i en meget indflydelsesrig familie, og da han tillige var kommet til at stå højt i dronning Sophie Amalies yndest, gik det nu rask frem på embedsbanen. 
I 1657 blev han landråd og generalkrigskommissarius og brugtes de følgende år i diplomatiske sendelser til kurfyrsten af Brandenburg og hertugen af Gottorp. 1660 sendtes han til England og sluttede i februar 1661 en handels- og venskabstraktat. Efter hjemkomsten udnævntes han 1661 til Statholder i København og assessor i Statskollegiet og efter svigerfaderens død 1663 til dennes efterfølger som statholder i de kongelige dele i hertugdømmerne, amtmand i Steinburg og guvernør i Sønder-Ditmarsken. I de følgende år opholdt han sig mest på Gråsten og var især optaget af stridighederne med Gottorp og de vanskelige finansielle forhold i det sønderborgske hus, men rådspurgtes også i alle vigtige regeringssager. Efter tronskiftet 1670 og Christoffer Gabels fald blev Ahlefeldt den ledende minister, men da han  havde en stærk ulyst til at deltage i regeringens daglige forretninger, fortrængtes han efterhånden af Griffenfeld.
Medens Ahlefeldt i begyndelsen havde støttet Griffenfeld, gik han senere over til dennes
modstandere og var en af de virksomste for at styrte ham, da han mente, at Griffenfelds politik var skæbnesvanger for landet. Han var nu fra 1676 til sin død storkansler, men gav sig egentlig kun af med udenrigspolitikken. Han var utvivlsomt en meget betydelig mand, og når man senere i beundringen for Griffenfeld har fremstillet Ahlefeldt som en uduelig tysker, savner dette al begrundelse i de samtidige domme om ham. 
Efter faderen og svigerfaderen kom Ahlefeldt i besiddelse af en stor formue og samlede efterhånden alle slægtens sønderjyske besiddelser. Grev Rantzau havde i sommeren 1659 med kongens samtykke overdraget ham Tranekær Len på Langeland, og i 1672 blev han lensgreve af Grevskabet Langeland. Desuden havde han store besiddelser uden for Danmark. 
Den 11. oktober 1663 fik han Elefantordenen.